# 郭海燕
郭海燕（1973年4月—），女，江苏镇江人，中华人民共和国外交官，曾任中华人民共和国驻圭亚那合作共和国特命全权大使，现任中华人民共和国驻肯尼亚共和国特命全权大使。

## 生平
1996年，进入中华人民共和国外交部工作，先后在外交部非洲司、驻南非大使馆、驻欧盟使团任职，后任驻欧盟使团参赞。2015年，任外交部非洲司参赞，后升任副司长。2021年10月，出任中华人民共和国驻圭亚那大使。2024年12月，自驻圭亚那大使离任。2025年1月，出任中华人民共和国驻肯尼亚大使。

## 家庭
已婚，有一子。